# Klieng Meuria
Klieng Meuria is een bestuurslaag in het regentschap Aceh Besar van de provincie Atjeh, Indonesië. Klieng Meuria telt 614 inwoners (volkstelling 2010).